# Manon Dancourt
Pour les articles homonymes, voir Dancourt.
Marie-Anne-Armande Carton Dancourt, dite Manon Dancourt, est une actrice française née à Paris en 1684 et morte dans cette même ville, le 13 février 1740.

## Biographie
Manon Dancourt est la fille aînée des comédiens Florent Carton Dancourt et de Marie-Thérèse Le Noir de La Thorillière. Elle monte sur scène dès l'âge de onze ans en 1695 et elle tient des rôles d'enfants. Elle est reçue à la Comédie-Française le 13 janvier 1699 à quinze ans,.
Actrice peu douée mais au physique avenant, elle abandonne le théâtre en 1702. Sa sœur cadette, Mimi Dancourt, eut plus de chance et de talent sur les planches.
Armande Dancourt épouse le 4 novembre 1702 à Paris, paroisse de Saint-Sulpice, Jean-Louis-Guillaume de Fontaine (1666-1714), commissaire et contrôleur de la Marine et des Guerres au département des Flandres et de Picardie. Le couple est d'abord fixé à Dunkerque de par les fonctions de l'époux, mais la jeune mariée revient bientôt à Paris puis elle crée un salon. Manon Dancourt est en réalité la maîtresse du financier Samuel Bernard.
Cette liaison a peut-être débuté avant le mariage d'Armande. Il n'existe aucune certitude sur le commencement de leur relation. Le mari d'Armande était plus souvent dans les ports à inspecter la marine, qu'à Paris. Samuel Bernard usa de son influence pour promouvoir Jean-Louis Guillaume de Fontaine dans les affaires de la marine et peut-être se le concilier ainsi.
De son union, sont nés deux enfants légitimes, l'aînée Jeanne-Marie-Thérèse en 1703 et Jules-Armand le 3 avril 1709, paroisse Saint-Roch à Paris,.
De la relation avec Samuel Bernard, sont nées à Paris, paroisse Saint-Roch, trois filles naturelles que Guillaume de Fontaine reconnaît avec complaisance. La première, Louise-Marie-Madeleine, le 28 octobre 1706. La seconde, Marie-Anne-Louise, le 25 août 1710. Enfin la troisième, Françoise-Thérèse, le 12 mars 1712. Elles seront évoquées par Jean-Jacques Rousseau dans son œuvre autobiographique, Les Confessions : « elles étaient trois sœurs qu'on pourrait appeler les trois grâces ».
Armande Dancourt devient Dame de la seigneurie de Passy le 30 avril 1722 par l'acquisition du château de Passy auprès de Jacques-Daniel de Gueutteville, seigneur d'Orsigny et grâce aux générosités de Samuel Bernard qui lui donne les fonds nécessaires. Après le décès de ce dernier, elle vend le château le 18 mars 1739 à Gabriel Bernard, comte de Rieux, le fils cadet de Samuel Bernard. L'acte de vente stipule qu'elle demeurait rue du Luxembourg, paroisse Saint-Roch à Paris.
Le 6 juillet 1726, elle renonce à la succession de ses parents dont les décès sont survenus l'année précédente, en 1725.
L'état de santé d'Armande Dancourt se détériore et elle met par écrit ses dernières volontés, le 6 octobre 1739. L'année suivante, elle meurt dans son domicile parisien le 13 février 1740, d'un cancer au sein,.

## Documents

### Testament
Marie Anne Armande Carton-Dancourt (Madame Guillaume de Fontaine) rédige son testament le 6 octobre 1739 et son codicille, le 29 décembre 1739. Elle évoque sa fille aînée (Madame de Barbançois) morte en couches et de l'absence de son autre fille — Madame Vallet de la Touche — qui demeure en Angleterre chez son amant, le duc de Kingston.
Louise Dupin reçoit quant à elle, la somme de 50 000 livres. Armande Carton-Dancourt nomme son gendre, Claude Dupin, pour exécuter le présent testament et « que je prie de me donner cette dernière marque d'amitié ». En remerciement, elle lui lègue une bague sertie d'un diamant estimée à 4 500 livres.
Elle donne à sa nièce, Thérèse Boutinon des Hayes, « une bague d'un brillant moulé en losange, l'anneau garni de carats » et à son neveu par alliance, M. de La Popelinière, « deux tableaux de M. de Troy ».
| - Transcription du testament, page 285. - Transcription du testament, page 286. |

#### Notices et ressources
- Ressources relatives au spectacle :   - César
  - Comédie-Française
- Notice dans un dictionnaire ou une encyclopédie généraliste :   - Dictionnaire des femmes de l'ancienne France